# Apostolskie Kościoły Przymierza
Apostolskie Kościoły Przymierza – terminem tym określa się  Kościoły chrześcijańskie wyznające doktryny zielonoświątkowego ruchu jedności Bóstwa, których cechą charakterystyczną jest podkreślanie aktualności biblijnego dekalogu, w tym świętości dnia sobotniego.

## Misja i wizja
Dewiza Apostolskich Kościołów Przymierza brzmi: „Niosąc poselstwo pierwszego wieku... w wiek dwudziesty pierwszy”. Hasłem biblijnym charakteryzującym Kościoły jest werset z Objawienia Jana (14:12): „Tu są ci, którzy przestrzegają przykazań Bożych i wiary Jezusa”.
Apostolskie Kościoły Przymierza są nastawione na szybki rozwój i masowe zakładanie kościołów w nowych miejscowościach, stąd, podobnie jak pierwsi chrześcijanie, nie budują oddzielnych domów modlitwy. Duży nacisk jest położony na działalność grup domowych, co wyróżnia je spośród innych sabatariańskich apostolskich kościołów zielonoświątkowych.

## Nauka
Podobnie jak pozostali zielonoświątkowcy jedności Bóstwa, Apostolskie Kościoły Przymierza odrzucają koncepcję Trójcy Świętej. Uznają Jezusa Chrystusa jako jedyną i niepodzielną osobę wszechmogącego Boga, która objawiła się ludzkości w trzech różnych rolach: jako Ojciec, Syn i Duch Święty. Biblia uważana jest za werbalnie natchnione Słowo Boże, jedyny i ostateczny autorytet w sprawach wiary i praktyki. Podobnie, jak w przypadku innych apostolskich zielonoświątkowców, Apostolskie Kościoły Przymierza nauczają, iż droga do zbawienia prowadzi poprzez (a) opamiętanie się, (b) chrzest wodny w imię Jezusa [w wieku świadomym przez zanurzenie w wodzie] oraz (c) chrzest w Duchu Świętym, któremu towarzyszą różne znaki i cuda, w tym zawsze mówienie nieznanymi językami. Podkreśla się znaczenie prowadzenia świętego życia po nowonarodzeniu oraz naukę o powtórnym przyjściu Chrystusa. Oprócz chrztu praktykuje się sakrament Wieczerzy Pańskiej oraz umywania nóg.
W odróżnieniu od innych zielonoświątkowców jednościowych, Apostolskie Kościoły Przymierza uznają szczególne znaczenie biblijnego dekalogu, jako prawa i przymierza Bożego obowiązującego chrześcijan. Wierzą, że prawo Boże jest wypisane w sercu każdego napełnionego Duchem Świętym chrześcijanina. Prawo to uważane jest za niezmienne i nieprzemijalne. Apostolskie Kościoły Przymierza świętują na podstawie czwartego przykazania biblijnego dekalogu sabat – od zachodu słońca w piątek, do zachodu słońca w sobotę. Świętowanie niedzieli postrzega się jako błędną doktrynę nie mającą poparcia w Nowym Testamencie, zatwierdzoną wiele lat po śmierci apostołów.

## Nabożeństwo
Nabożeństwa odbywają się w każdą sobotę. Oprócz kazania i studium biblijnego, ważną częścią nabożeństwa jest uwielbienie, podczas którego wierni śpiewają pieśni, klaszczą w dłonie, tańczą, pląsają, wznoszą ręce, modlą się na językach. Często podczas spotkań manifestują się różne dary Ducha Świętego w postaci uzdrawiania, prorokowania i wypędzania demonów.